# أوغوتشي أوتشي
أوغوتشي أوتشي (بالإنجليزية: Oguchi Uche)‏ (19 سبتمبر 1987) لاعب كرة قدم نيجيري يلعب حاليا لصالح نادي الدرجة الأولى سترة البحريني في مركز الظهير الأيمن من 2016 كما يجيد اللعب في مركز قلب الدفاع.

## الإنجازات

### إنييمبا
- كأس نيجيريا (1): 2009

### دولفينز
- الدوري النيجيري الممتاز (1): 2011

### هارتلاند
- كأس نيجيريا (1): 2012
- كأس السوبر النيجيري (2): 2011، 2012

### الأهلي
- كأس الاتحاد البحريني (1): 2016

## روابط خارجية
- أوغوتشي أوتشي على موقع قاعدة بيانات كرة القدم.إي يو (الإنجليزية)
- أوغوتشي أوتشي على موقع ناشيونال فوتبول تيمز (الإنجليزية)
- أوغوتشي أوتشي على موقع Soccerway.com (الإنجليزية)